# قائمة الجامعات حسب عدد الخريجين المليارديرات
بعد احتساب جميع الشهادات, تأتي جامعة هارفارد في المرتبة الأولى من حيث العدد الإجمالي لخريجي المليارديرات. إذا تم احتساب درجات البكالوريوس فقط, فإن جامعة بنسلفانيا تتقدم قليلاً على جامعة هارفارد, وفقاً لتقرير عام 2014. تحتل جامعة هارفارد أيضًا المرتبة الأولى في عدد الخريجين ذوي الثروات العالية جدًا بأصول تزيد عن 30 مليون دولار. إجمالي عدد خريجي جامعة هارفارد من أصحاب الثروات العالية هو أكثر من ضعف عدد خريجي جامعة ستانفورد التالية ذات التصنيف الأعلى. لم يتم تعديل الأرقام لتناسب الحجم النسبي لهذه المؤسسات.
تهيمن الجامعات الأمريكية على القائمة, والتي تضم جميع أفضل 10 جامعات عالمية من خلال عدد خريجي المليارديرات.

## أفضل 10 جامعات على مستوى العالم من حيث عدد خريجي الملياردير لكل برنامج Wealth-X 2018[2]
1. جامعة هارفارد - 188 خريجاً
2. جامعة ستانفورد - 74 خريجا
3. جامعة بنسلفانيا - 64 خريجاً
4. جامعة كولومبيا - 53 خريجا
5. معهد ماساتشوستس للتكنولوجيا - 38 خريجاً
6. جامعة كورنيل - 35 خريجاً
7. جامعة ييل - 31 خريجاً
8. جامعة جنوب كاليفورنيا - 29 خريجاً
9. جامعة شيكاغو - 29 خريجاً
10. جامعة ميشيغان - 26 خريجاً

## أعلى العالمي 20 جامعة من حيث عدد الخريجين فائقة ذوي الملاءة المالية العالية (> 30 مليون $) لكل الثروة-X 2019[3]
1. جامعة هارفارد - 13,650 خريجاً, ثروتهم مجتمعة 4,769 مليار دولار
2. جامعة ستانفورد - 5,580 خريجاً, ثروتهم مجتمعة 2,899 مليار دولار
3. جامعة بنسلفانيا - 5,575 خريجاً, ثروتهم مجتمعة 1,780 مليار دولار
4. جامعة كولومبيا - 3,925 خريجاً, ثروتهم مجتمعة 1,501 مليار دولار
5. جامعة نيويورك - 3,380 خريجاً, ثروتهم مجتمعة 712 مليار دولار
6. معهد ماساتشوستس للتكنولوجيا - 2,785 خريجاً, ثروتهم مجتمعة 990 مليار دولار
7. جامعة كامبريدج - 2,760 خريجاً, ثروتهم مجتمعة 390 مليار دولار
8. جامعة نورث وسترن - 2,725 خريجاً, ثروتهم مجتمعة 389 مليار دولار
9. جامعة جنوب كاليفورنيا - 2,645 خريجاً, ثروتهم مجتمعة 548 مليار دولار
10. جامعة شيكاغو - 2,405 خريجاً, ثروتهم مجتمعة 707 مليار دولار
11. جامعة ييل - 2,400 خريج, ثروتهم مجتمعة 777 مليار دولار
12. جامعة كاليفورنيا, بيركلي - 2,385 خريجاً, ثروتهم مجتمعة 760 مليار دولار
13. جامعة أكسفورد - 2,290 خريجاً, ثروتهم مجتمعة 349 مليار دولار
14. جامعة كورنيل - 2,245 خريجاً, ثروتهم مجتمعة 483 مليار دولار
15. جامعة تكساس في أوستن - 2,195 خريجاً, ثروتهم مجتمعة 463 مليار دولار
16. جامعة برينستون - 2,180 خريجاً, ثروتهم مجتمعة 1,126 مليار دولار
17. جامعة نوتردام - 2,085 خريجاً, ثروتهم مجتمعة 179 مليار دولار
18. جامعة ميشيغان - 1,970 خريجاً, ثروتهم مجتمعة 691 مليار دولار
19. إنسياد - 1,965 خريجاً, ثروتهم الإجمالية 356 مليار دولار
20. جامعة كاليفورنيا, لوس أنجلوس - 1,945 خريجاً, ثروتهم مجتمعة 375 مليار دولار

## أفضل 10 جامعات عالمية من حيث عدد الخريجين الجامعيين الملياردير لكل Wealth-X 2014
| رتبة | جامعة                    | كمية |
| ---- | ------------------------ | ---- |
| 1    | جامعة بنسلفانيا          | 25   |
| 2    | جامعة هارفرد             | 22   |
| 3    | جامعة ييل                | 20   |
| 4    | جامعة جنوب كاليفورنيا    | 17   |
| 5    | جامعة برينستون           | 14   |
| 6    | جامعة ستانفورد           | 14   |
| 7    | جامعة كورنيل             | 14   |
| 8    | جامعة كاليفورنيا, بيركلي | 12   |
| 9    | جامعة مومباي             | 12   |
| 10   | جامعة سانت غالن          | 11   |

## روابط خارجية
- "The 28 Schools That Mint The Most Billionaire Alumni". Forbes.com. 31 مارس 2016. مؤرشف من الأصل في 2021-01-25. اطلع عليه بتاريخ 2017-03-14.